# Beniczky-sírkápolna
A Beniczky-sírkápolna egy római katolikus temetőkápolna, mely a Nógrád vármegyei Szügy településen található.  A Beniczky család által építtetett kápolna a község határában, a Rákóczi úton fekvő régi temetőben, közvetlenül a vasút közelében helyezkedik el. A kápolnát eredetileg barokk stílusban építették. Az 1780 körül emelt építmény a Balassagyarmat Körzeti Földhivatal fennhatósága alá tartozik, azonosító száma 6838.
Az épület állapota romos, napjainkra már csak a falak maradványai találhatóak meg. A falazat legfőbb alapanyagai a kő és a tégla voltak. A kápolna falai párkánymagasság alá vissza vannak omolva, azonban néhány boltozatindítás és vakolatmárvány még megmaradt. Eredetileg egy négyzetes hajó, illetve egy félköríves szentély alkotta. A hajót csehsüveg-, a szentélyt félkupola-boltozat fedi. A kápolnát több régi sírkő és sírgödör veszi körül. Az épület korábban műemléki védettséget élvezett, ezt azonban 2016-ban megszüntették.